# Светлов, Игорь Евгеньевич
И́горь Евге́ньевич Светло́в (13 октября 1935, Москва — 2 января  2024, Москва) ― историк искусств, доктор искусствоведения, профессор, заслуженный деятель искусств Российской Федерации (2013), почётный член Российской академии художеств, заслуженный деятель культуры Польши (1981), преподаватель МГАХИ им. В. И. Сурикова и Академии славянской культуры, ведущий научный сотрудник Государственного института искусствознания, руководитель межинститутской научной группы «Европейский символизм и модерн».

## Биография
Родился в семье видного советского инженера, хозяйственного и партийного деятеля, одного из организаторов Магнитки Константина Дмитриевича Валериуса и искусствоведа Сарры Самуиловны Майзель (в браке Валериус). Мать, среди прочего, была автором монографий «Проблемы современной советской скульптуры» (М.: Искусство, 1961), «Скульптор Владимир Ефимович Цигаль» (М.: Художник РСФСР, 1963) и «Скульптура нового мира» (М.: Изобразительное искусство, 1970).
Дед по отцу, Дмитрий Валериус, был мастером-стеклодувом на Сарсинском заводе Красноуфимского уезда Пермской губернии.

### Гибель отца
В 1937 году Константин Валериус был начальником Главного управления строительных материалов Наркомтяжпрома СССР и вместе с женой и только что родившимся сыном проживал в квартире дома 14/6 по Малому Лёвшинскому переулку, известному в Москве как дом архитекторов и строителей. После внезапного ухода из жизни Серго Орджоникидзе, покровительствовавшего Валериусу, его судьба была предрешена. Несмотря на заслуги в деле становления уральских заводов и высокие правительственные награды, Валериуса арестовали и 21 июля 1938 года расстреляли.
Несколько десятилетий после того, как «чёрный ворон» увёз Валериуса, оставив в квартире жену с маленьким Игорем на руках, в семье существовала недоговорённость во всём, что касалось судьбы отца. Считалось, что он умер, но при каких обстоятельствах — не прояснялось.
Ещё до встречи с Константином Валериусом Сарра занималась общественным строительством в Советах депутатов и профсоюзных организациях Тулы, Харькова, а затем и новых уральских заводов.
После расстрела мужа она участвовала в создании грандиозного, но неосуществлённого проекта Дворца Советов. С прекращением строительства Сарра Самуиловна, не имевшая художественного или искусствоведческого образования, благодаря своей межкультурной компетенции возглавила комиссию по синтезу искусства и архитектуры Московского союза художников, проектируя вместе с художниками и архитекторами различные объекты эстетического оформления Москвы.
В 1941—1942 годах маленький Игорь в составе группы детей сотрудников СДС пережил эвакуацию в Уфе. Мать оставалась в Москве, участвуя в создании оборонительных сооружений.
По возвращении из эвакуации некоторое время жили в довоенной квартире на Фрунзенской набережной.

### Медведниковская гимназия в советское время
Учился в 59-й московской школе, расположенной в Староконюшенном переулке, которая смогла продолжить дореволюционные традиции Медведниковской гимназии.

### Роль шахмат в формировании научной системы представлений
В школьные годы одним из сильнейших увлечений Игоря были шахматы. В десять лет он пошёл в шахматную школу при Центральном доме пионеров и добился больших успехов в этой игре. Один из этапов обучения проходил в легендарном Доме творчества писателей Малеевка, где с ним занимался драматург и сценарист Эмиль Брагинский. Юный шахматист принимал участие в сеансах одновременной игры, проводимой на тот момент чемпионом СССР Василием Смысловым. В конце концов настал день, когда московский школьник победил в турнире Дома творчества писателей. В будущем шахматы помогли общению со многими известными деятелями науки и искусства, так как часто поводом выступала захватывающая игра, снимавшая возрастные барьеры. Вот как, например, Игорь Евгеньевич описывает своё общение с психологом Фёдором Николаевичем Шемякиным:

Мысль Фёдора Николаевича работала настолько интенсивно, что нужно было немалое напряжение, чтобы следить за ней. Разные оттенки, непредусмотренные повороты, ссылки на научную и художественную литературу разных эпох и примеры истории — всё это буквально ошеломляло, как и страстность его речи, в которой монолог, естественно, преобладал над диалогом. Жаль, что в ту пору не было ни диктофонов, ни магнитофонов. Иногда наши встречи начинались партией в шахматы, иногда заканчивались ею. Не могу сказать, что больше привлекало Фёдора Николаевича в них — шахматные баталии или возможность иметь восторженного слушателя. До своего собеседника я по всем параметрам слишком явно не дотягивал, но вопросы заранее продумывал и время от времени пытался включиться в размышления патрона.— Светлов, И. Е. Школьная неволя. Интеллект старших // Рельеф памяти. — М.: Канон-плюс, 2017. — С. 42. — 296 с. — 1000 экз. — ISBN 978-5-88373-028-2.

### Идеологический конфликт
Ещё в школьные годы у Игоря и матери возник идеологический конфликт с отчимом Евгением Викторовичем Вучетичем, всё более склонным поддерживать в культуре официальную сталинскую политику. Известна, например, его многометровая статуя Сталина (1952) на Волго-Донском канале, в 1973 году им же заменённая на статую Ленина. Мать, Сарра Самуиловна Валериус, в этих конфликтах всегда была на стороне сына.
В 1953 году Игорь поступил в МГУ. Очень многое на кафедре искусствоведения ему нравилось. Лекции, которые читали в то время В. Н. Лазарев, А. А. Губер, А. А. Фёдоров-Давыдов, буквально поражали сознание. Но всё было не так благолепно. В 1956 году Игорь вместе с группой будущих известных учёных и искусствоведов, а также сочувствующих им студентов физического факультета, факультета журналистики, филологического факультета и коллег из ГИТИСа, ВГИКа, Щукинского училища создали стенную газету «Вестник культуры», занимавшую большое межэтажное пространство. Выпуск каждого номера был событием в среде мыслящей молодёжи. Впервые там появились сочувственные, а не ругательные статьи о Мейерхольде, Шагале, Гогене, московской выставке Пикассо и литературных произведениях, подвергавшихся жёсткой критике в официальной печати. Партбюро истфака неистовствовало. Защитить редколлегию было некому, но время позволило выпустить шесть номеров «Вестника культуры».
Всё это позднее припомнили Игорю, организатору и главному редактору газеты.
В декабре 1957 году, когда Игорь был старостой научно-студенческого общества, по своей инициативе он провёл дискуссию студентов многих вузов Москвы по поводу статьи И. Э. Грабаря в «Литературной газете» об импрессионизме, где выступающие были весьма свободны в своих высказываниях. После этого завкафедры запретил Игорю приходить в университет, что фактически подразумевало его исключение.
В том же 1957 году его мать, Сарра Самуиловна, возглавила Секцию критики и искусствознания МОСХ, где на собраниях присутствовал и не раз выступал её сын, отстаивая экспериментализм и смелость молодёжи.

### Участие в создании Государственного музея А. С. Пушкина в Москве
С 1958 по 1961 год Игорь Светлов был первым Главным хранителем и фактически одним из основных создателей Государственного музея А. С. Пушкина, первого на родине поэта.
Создавался музей «с нуля» — изначально не было ни одного экспоната. Начались контакты с пожилым контингентом арбатских переулков, в результате которых в качестве приобретений и даров в музее оказались многие миниатюры и акварели с изображением московских друзей и знакомых Пушкина и так называемый «лже-брюлловский» портрет поэта, исчезнувший с пушкинской выставки 1880 года. Как позже выяснилось, портрет, приобретённый у бывшего уголовника, действительно принадлежал кисти Карла Брюллова. Туалетная шкатулка уездной барышни также была найдена в одном из арбатских переулков. Позднее её включили в раздел онегинской экспозиции «уголок Татьяны». В нарушение существующих музейных правил экземпляр первой публикации юного Пушкина в журнале «Вестник Европы» за 1814 год — стихотворение «К другу стихотворцу» — добыт в Рыбинске в одном из хранилищ, в котором книги фактически гибли под открытым небом. Разными путями добывались особо ценные экспонаты. Например, в сильный мороз по ледяной дороге из Ленинграда в Москву Игорь Светлов перевозил драгоценные реликвии — перо и конторку А. С. Пушкина. Много дали встречи с коллекционерами живописи и предметов убранства, знатоками пушкинской эпохи — художниками Н. Кузминым, А. Тышлером, С. Коненковым, В. Бехтеевым, М. Сарьяном.

### Научная деятельность
Вся дальнейшая деятельность И. Е. Светлова связана с Государственным институтом искусствознания, где с 1981 по 1994 год он руководил отделом искусства стран Восточной и Центральной Европы. В этот период им были написаны книги по скульптуре Венгрии, Румынии, Польши, монографии и статьи по советской пластике, а также вместе с коллегами созданы коллективные исследования — «XX век и пути европейской культуры» (2000), «Венгерское искусство и литература XX века» (2005), «Польская культура в зеркале веков» (2007) и другие. Не случайно впоследствии И. Е. Светлов на протяжении почти 10 лет вёл курс искусства Восточной Европы в Академии славянской культуры,
В 1996 году стал инициатором создания и руководителем межинститутской научной группы «Европейский символизм и модерн». Деятельность этой группы воплотилась в создание и публикацию девяти коллективных трудов, среди них такие значимые, как «Европейский символизм» (2006) и «Символизм: новые ракурсы» (2017). За последнюю работу была присуждена премия Государственного института искусствознания.
В этот же период, будучи заместителем директора института и вопреки возражению руководства, И. Е. Светлов создал Комиссию по изучению искусства авангарда первой трети XX века, председателем которой стал академик РАН Д. В. Сарабьянов, а самое активное участие принял его заместитель, доктор искусствоведения Г. Ф. Коваленко.
И. Е. Светлов также активно участвовал, нередко с риском для репутации среди сотрудников-театроведов, в создании нового для института отдела по изучению наследия Мейерхольда.
С 1991 года И. Е. Светлов является профессором по кафедре теории и истории искусств Московского художественного института имени В. И. Сурикова.
Кандидат искусствоведения (1964), доктор искусствоведения (1990), профессор (1994), почётный член Российской академии художеств (2012), заслуженный деятель искусств РФ (2013).
Является автором 20 монографий, составителем 25 коллективных изданий. Опубликовал в научных сборниках более 400 статей. Новые книги И. Е. Светлова становятся культурным событием, привлекающим внимание как научного сообщества, так и художников, скульпторов, писателей, поэтов, кинематографистов. Например, презентация книги «Символизм: новые ракурсы», составителем и ответственным редактор которой являлся Игорь Евгеньевич Светлов, проходила в Малом зале Центрального дома кинематографистов. Презентация монографии «Рельефы памяти» в рамках проекта «Центр русского модерна» проходила в филиале Российской государственной библиотеки для молодежи — особняке купца В. Д. Носова.
Умер 2 января 2024 года, похоронен на Хованском кладбище (Центральная терр., уч. 48д).

## Семья
Отец, Константин Дмитриевич Валериус — советский инженер, хозяйственный и партийный деятель, один из организаторов Магнитки.
Мать, Сарра Самуиловна Майзель (в первом браке Валериус) — искусствовед, автор монографий «Проблемы современной советской скульптуры» (М.: Искусство, 1961), «Скульптор Владимир Ефимович Цигаль» (М.: Художник РСФСР, 1963) и «Скульптура нового мира» (М.: Изобразительное искусство, 1970); с 1957 года возглавляла Секцию критики и искусствознания МОСХ.
Отчим,  Евгений Викторович Вучетич,  советский скульптор-монументалист, педагог. Академик АХ СССР (1953). Герой Социалистического Труда (1967). Народный художник СССР (1959). Лауреат Ленинской премии (1970) и пяти Сталинских премий (1946, 1947, 1948, 1949, 1950).
Супруга, Ирина Ильинична Никольская (род. 1943) — российский музыковед, полонист, доктор искусствоведения, ведущий научный сотрудник Государственного института искусствознания, заслуженный деятель культуры Польши.
Дочь, Ксения Игоревна Светлова (род. 1977) — израильский политик, депутат Кнессета от партии «Ха-Тнуа», входящей в блок «Сионистский лагерь», в прошлом израильская русскоязычная журналистка и арабистка на телеканале «Израиль Плюс».

## Награды и премии
- Заслуженный деятель искусств Российской Федерации (25 июля 2013 года) — за заслуги в области искусства[18].
- Заслуженный деятель культуры Польши (1981)
- Серебряная медаль Российской Академии художеств за книгу «От романтизма к символизму: Очерки польской и венгерской живописи XIX — начала XX века» (1997)
- Премия Государственного института искусствознания за книгу «XX-й век и пути европейской культуры» (2000)
- Кавалер Ордена Заслуг перед Республикой Польша, удостоверение № 172-2003-16 от 14 августа 2003 года за подписью президента Польши Александра Квасьневского
- Почётный член Российской академии художеств (2014)
- Премия Государственного института искусствознания ответственному редактору коллективной монографии «Символизм: новые ракурсы» (2018)

### Монографии
- Светлов, И. Е. Советский скульптурный портрет. — М.: Наука, 1968. — С. 91. — (Научно-популярная серия).
- Светлов, И. Е. Иене Кереньи.. — М.: Искусство, 1968. — С. 27.
- Светлов, И. Е. Беатриса Сандомирская. — М.: Советский художник, 1971. — С. 79. — (Скульптура).
- Светлов, И. Е. Скульптура Народной Венгрии. — М.: Наука, 1971. — С. 136. — (Научно-популярная серия). — 3300 экз.
- Светлов, И. Е. Современная румынская скульптура. — М.: Изобразительное искусство, 1974. — С. 207. — (Скульптура). — 10 000 экз.
- Светлов, И. Е. Скульптура Народной Польши. — М.: Наука, 1976. — С. 203.
- Светлов, И. Е. Иштван Киш[венг.].. — М.: Изобразительное искусство, 1978. — С. 63. — (Прогрессивные художники мира). — 30 000 экз.
- Светлов, И. Е. О советской скульптуре, 1960-1980 : Очерки. — М.: Советский художник, 1984. — С. 247. — (Искусство: проблемы, история, практика).
- Светлов, И. Е. Традиции и новаторство в изобразительном искусстве социалистических стран. — М.: Наука, 1986. — С. 224. — 2300 экз.
- Светлов, И. Е. От романтизма к символизму: Очерки польской и венгерской живописи XIX — начала XX века. — Гос. ин-т искусствознания. — СПб.: Дмитрий Буланин, 1997. — С. 271. — ISBN 5-86007-182-9.
- Светлов, И. Е. Михаил Ромадин. — Белый город, 2004. — С. 47. — (Мастера живописи). — 1500 экз. — ISBN 5-7793-0782-2.
- Светлов, И. Е. Франц фон Штук. — Белый город, 2005. — С. 48. — (Мастера живописи. Зарубежные художники). — 3000 экз. — ISBN 5-7793-0892-6.
- Светлов, И. Е. Прерафаэлиты. — Белый город, 2006. — С. 48. — (Эпохи. Стили. Направления). — 3000 экз. — ISBN 5-7793-1028-9.
- Светлов, И. Е. Климт. — Белый город, 2007. — С. 48. — (Мастера живописи. Зарубежные художники). — 3000 экз. — ISBN 978-5-7793-0761-1.
- Светлов, И. Е. Уистлер. — Белый город, 2008. — С. 48. — (Мастера живописи. Зарубежные художники). — 3000 экз. — ISBN 978-5-7793-1468-8.
- Светлов, И. Е. Немецкий и австрийский символизм. Этюды. — М.: Три квадрата, 2008. — С. 164. — ISBN 978-5-94607-101-7.
- Светлов, И. Е. Гюстав Моро. Франция. XIX век. — М.: Планета, 2011. — С. 112 (Офсет). — 500 экз. — ISBN 978-5-90316219-2.
- Светлов, И. Е. Символизм. — Белый город, 2011. — С. 47. — (Мастера живописи, Эпохи. Стили. Направления). — 3000 экз. — ISBN 978-5-7793-1597-5.
- Светлов, И. Е. Антони Фалат[пол.]. Современное польское искусство. — М.: Канон-плюс, РООИ «Реабилитация», 2017. — С. 208. — 1000 экз. — ISBN 978-5-88373-044-2.

### Коллективные труды
- Венгерское искусство и литература XX века: [сборник статей рос. и венг. учёных] / отв. ред. И. Е. Светлов, В. Т. Середа. — М-во культуры и массовых коммуникаций Рос. Федерации, Гос. ин-т искусствознания. — СПб.: Алетейя, 2005. — С. 592. — (Искусство и литература Центральной Европы). — 1000 экз. — ISBN 5-89329-732-6.
- Европейский символизм / отв. ред. И. Е. Светлов. — Федер. агентство по культуре и кинематографии, Гос. ин-т искусствознания, Науч. группа «Европейский символизм и модерн». — СПб.: Алетейя, 2006. — С. 495. — 800 экз. — ISBN 978-5-89329-891-8.
- Александр Аркадьевич Лабас / сост. И. Е. Светлов. — М.: Инкомбук, 2006. — С. 107. — ISBN 5-7235-0314-6.
- Польская культура в зеркале веков : [сборник статей польск. и рос. авторов] / сост. И. Е. Светлов. — М.: Материк, 2007. — С. 752. — 1000 экз. — ISBN 5-85646-175-4.
- Символизм и модерн — феномены европейской культуры / сост. И. Е. Светлов. — М.: Спутник +, 2008. — С. 384. — 500 экз. — ISBN 978-5-9973-0038-8.
- Виктор Разгулин. Живопись, рисунок / Victor Razgulin: Paintind, Drawing / составители Игорь Светлов, Борис Трофимов, Мария Разгулина, пер. Анастасия Зинченко. — М.: Галарт, 2008. — С. 352. — 1500 экз. — ISBN 978-5-269-01081-6.
- Символизм как художественное направление: Взгляд из XXI века: [сборник статей] / отв. ред. Н. А. Хренов, И. Е. Светлов. — М.: Государственный институт искусствознания, 2013. — С. 464. — (Искусство в исторической динамике культуры). — 500 экз. — ISBN 978-5-98287-048-3.
- Искусство XIX—XX веков. Сцепления и размежевания : [сборник статей] / сост. и отв. ред. И. Е. Светлов. — М.: ГАСК, 2014. — С. 512. — 500 экз. — ISBN 978-5-85291-073-8.
- Искусство XIX—XX веков. Контрасты и параллели : [сборник статей] / сост. и отв. ред. И. Е. Светлов. — Московский художественный институт имени В. И. Сурикова. — М.: Канон-плюс, 2014. — С. 359. — ISBN 978-5-88373-400-6.
- Символизм: новые ракурсы : [сборник статей] / сост. и отв. ред. И. Е. Светлов. — Государственный институт искусствознания. — М.: Канон-плюс, 2017. — С. 640. — ISBN 978-5-88373-509-6.
- Густав Климт и Эгон Шиле в Москве и Вене / сост. и отв. ред. И. Е. Светлов. — Государственный институт искусствознания. — М.: Азбуковник, 2018. — С. 336. — 600 экз. — ISBN 978-5-91172-166-4.